# Angelo Novi
Angelo Novi (Lanzo d'Intelvi, 9 giugno 1930 – Lanzo d'Intelvi, 6 maggio 1997) è stato un fotografo italiano.

## Biografia
Ha collaborato a circa 25 film tra il 1962 e il 1997, anno della sua morte. Fra le sue collaborazioni, particolarmente significative quelle instaurate con i due registi Pier Paolo Pasolini e Sergio Leone. Inoltre ha interpretato il ruolo di un frate nel film Il buono, il brutto, il cattivo (1966), e successivamente ebbe una piccola parte anche nel film Il mio nome è Nessuno (1973).